# Vent (FIVE NEW OLDの曲)
「Vent」（ヴェント）は、日本のロックバンド・FIVE NEW OLDが2020年7月17日にワーナー・ミュージック・ジャパンより配信リリースした楽曲。

## 概要
結成10周年に突入したFIVE NEW OLDが、バンド史上初めての配信シングルとしてリリースした楽曲であり、ワーナーミュージック・ジャパン移籍後初となるリリースである。
バンドとして初となる日本語詞の楽曲。
今作のリリースに際して、HIROSHI（Vo.）は以下のようにコメントした。

「当たり前」だった事が失われた時間の中、改めて感じる日常のありがたさ、新しい日々に見つけた価値観を、僕等の新しい音と言葉で届けたくて、日本語という「音＝言葉」で歌っています。
貴方の日常に新しい色が咲く一曲になれば嬉しいです。

## 楽曲解説
1. Vent (04:17)
作詞 : Hiroshi Nakahara
作曲 : FIVE NEW OLD
編曲 : FIVE NEW OLD
  - タイトルの読みは「ヴェント」で、意味はフランス語で「風」[1][2]。
  - バンドで初めて本格的な日本語詞に挑戦した楽曲[3][注釈 1]。HIROSHI曰く、2019年に開催されたバンド史上初となるアジアツアー「ASIA TOUR 2019」でアジア各国を巡りこれまでバンドがリリースしてきた英語詞の楽曲を披露する中で、「歌に言語は関係ない」「日本語詞だけが持つ『音』を自分達の音楽で世界に届けたい」という思いが芽生えたことが、日本語詞での楽曲製作に挑戦したきっかけとなったとのこと[5]。英語詞は隠喩が多く、言葉の響きに比重が置けたのに対して、日本語詞は英語詞よりも意味が伝わりやすいため、作詞作業は非常に難航したという[5]。
  - イントロには、SHUN（Ba.）のアイデアにより、あえて生の管楽器ではなくシンセブラスを使用している[5]。

## ミュージックビデオ
楽曲の配信開始と同時にMVが公開された。
MV公開に際して、HIROSHI（Vo.）は以下のようにコメントした。

僕達の新しいアイデンティティーとなる”Vent”にぴったりなユーモアを添えてくれるMVができました。
どこか懐かしさのあるカメラワークやシーンが散りばめられているので、そのあたりを楽しんでもらえたらと思います。

## 参加ミュージシャン
FIVE NEW OLD
- HIROSHI（ボーカル・ギター）
- WATARU（ギター・キーボード）
- SHUN（ベース）
- HAYATO（ドラムス）